# أعتذر بشده ل...
أعتذر بشده ل... (بالإنجليزية: Deeply Regretted By...)‏ هي مسرحيةٌ تلفزيونية أُعدت عام 1978 من بطولة جوان أوهارا و دونال فارمر، إضافة للنص الذي كتبته مايف بينشي. اقتبست أحداث الفلم من قصة بينشي موت كيلبرن التي نُشرت في صحيفة آيرش تايمز والتي تتناول قضايا تعدد الزوجات والنزوح.

## الملخص
تلاحق مسرحية أعتذر بشدة ل … أرملةً من لندن لم يرّد اسمّها تكتشف أن زواجها كان باطلاً وأن «زوجها» الأيرلندي كان لديه أسرار غامضة أخفاها عنها.

## التكريم والجوائز
مسرحية أعتذر بشدة ل … فازت بجائزتي يعقوب [الإنجليزية] عن سيناريو بينشي وأداء فارمر. كما فازت بجائزة أفضل نص في مهرجان براغ السينمائي في عام 1979.

## روابط خارجية
- أعتذر بشده ل...  في قاعدة بيانات الأفلام على الإنترنت (بالإنجليزية)